# جیسون ریچاردسون (موسیقی‌دان)
جیسون ریچاردسون (انگلیسی: Jason Richardson؛ زادهٔ ۳۰ ژوئیهٔ ۱۹۹۱) موسیقی‌دان اهل ایالات متحده آمریکا است.